# Arkadij Rotenberg
Arkadij Romanovich Rotenberg (ryska: Аркадий Романович Ротенберг), född 15 december 1951 i Leningrad, Ryska SSR, Sovjetunionen, är en rysk affärsman och oligark. Tillsammans med sin bror Boris Rotenberg är han delägare i företagsgruppen Strojgazmontazj (SGM) som bland annat bygger gas- och oljeledningar åt statliga Gazprom. Han äger 51% av bolaget Strojgazmontazj som utför bygget av Bron över Kertjsundet till Krim.
Han har sedan 2014 funnits med på EU:s och USA:s sanktionslistor som upprättades efter Krimkrisen och Kriget i östra Ukraina. I september 2014 beslagtog italiensk polis tillgångar från Rotenberg till ett värde av 39 miljoner dollar, ett lyxhotell i Rom samt två villor på Sardinien.
Rotenberg är ordförande för ishockeyklubben HK Dynamo Moskva.